# Bernat marbrejat
El bernat marbrejat, també anomenat bernat marbrat marró (Halyomorpha halys) és una espècie d'hemípter de la família dels pentatòmids, d'origen asiàtic (natiu de la Xina, el Japó, Taiwan i les Corees). És una espècie invasora als Estats Units i Europa. L'espècie va ser descrita per Carl Stål el 1855. A Europa es va trobar per primera vegada a Suïssa l'any 2007. A Catalunya, el primer exemplar es va localitzar a la ciutat de Girona l'any 2016.

## Descripció
Els adults fan 1,7 cm de llargada i d'amplada. Són de diferents matisos de marró del costat superior i inferior, amb marbrats de color gris, blanc trencat, coure i blau. Altres característiques d'aquesta espècie son bandes clares i bandes fosques a la vora exterior del ventre. Les potes són de color marró amb taques blanques o bandejades. Les glàndules pudents estan a la part inferior del tòrax, entre el primer i el segon parell de potes, i sobre la superfície dorsal de l'abdomen. Es pot confondre per Rhaphigaster nebulosa.
En zones de clima temperat tenen una generació per any, en zones subtropicals fins a cinc o sis. Si l'insecte es veu amenaçat, desprèn una forta i desagradable olor, el que va inspirar el nom anglès stink bug (insecte pudent). No pessiga ni animals ni humans. És un insecte volador que es pot disseminar juntament amb les seves plantes hostes i dispersar-se per via antròpica (transport, càrrega, productes de comerç, vehicles, etc.).

## Cicle vital

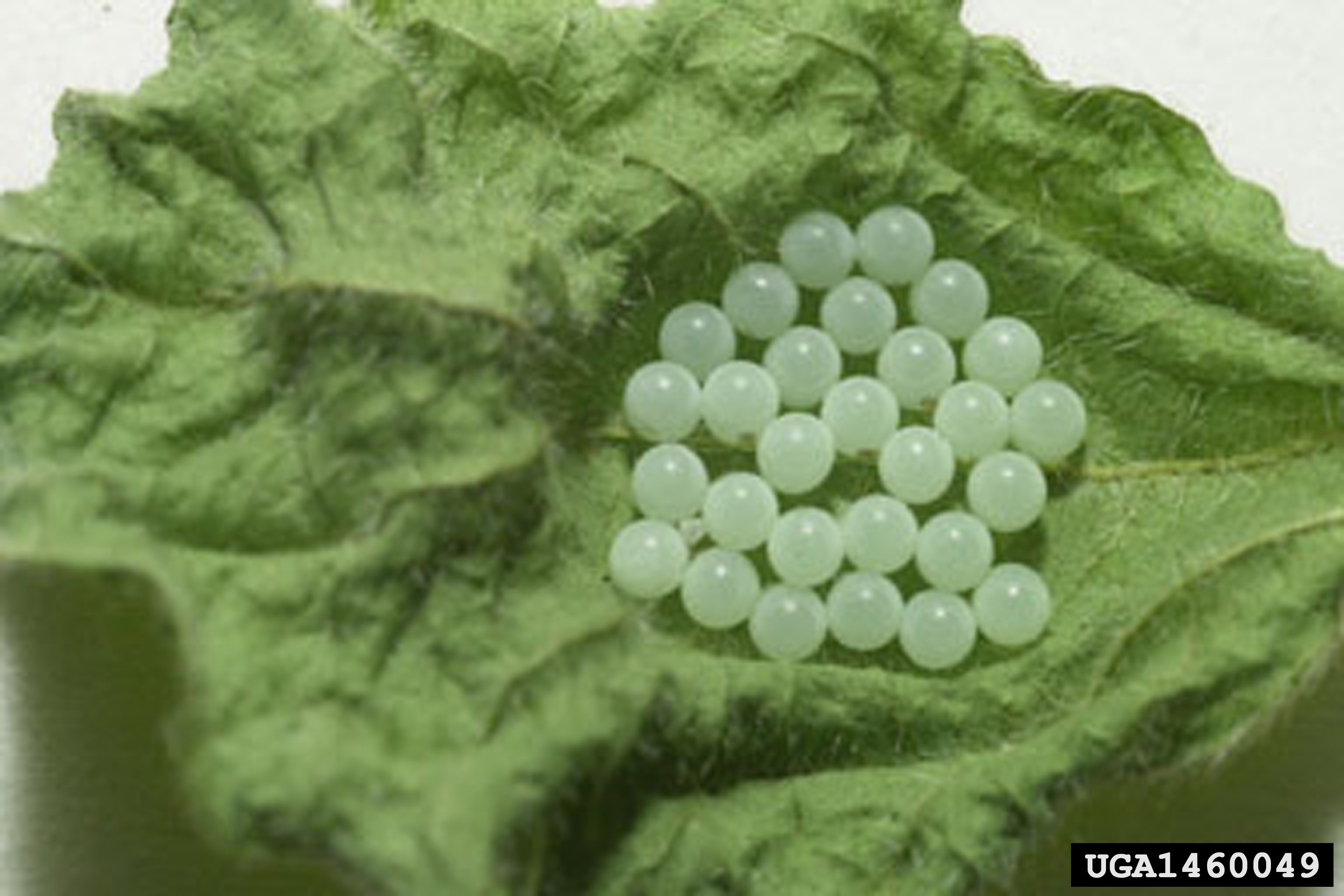
Ous a una fulla
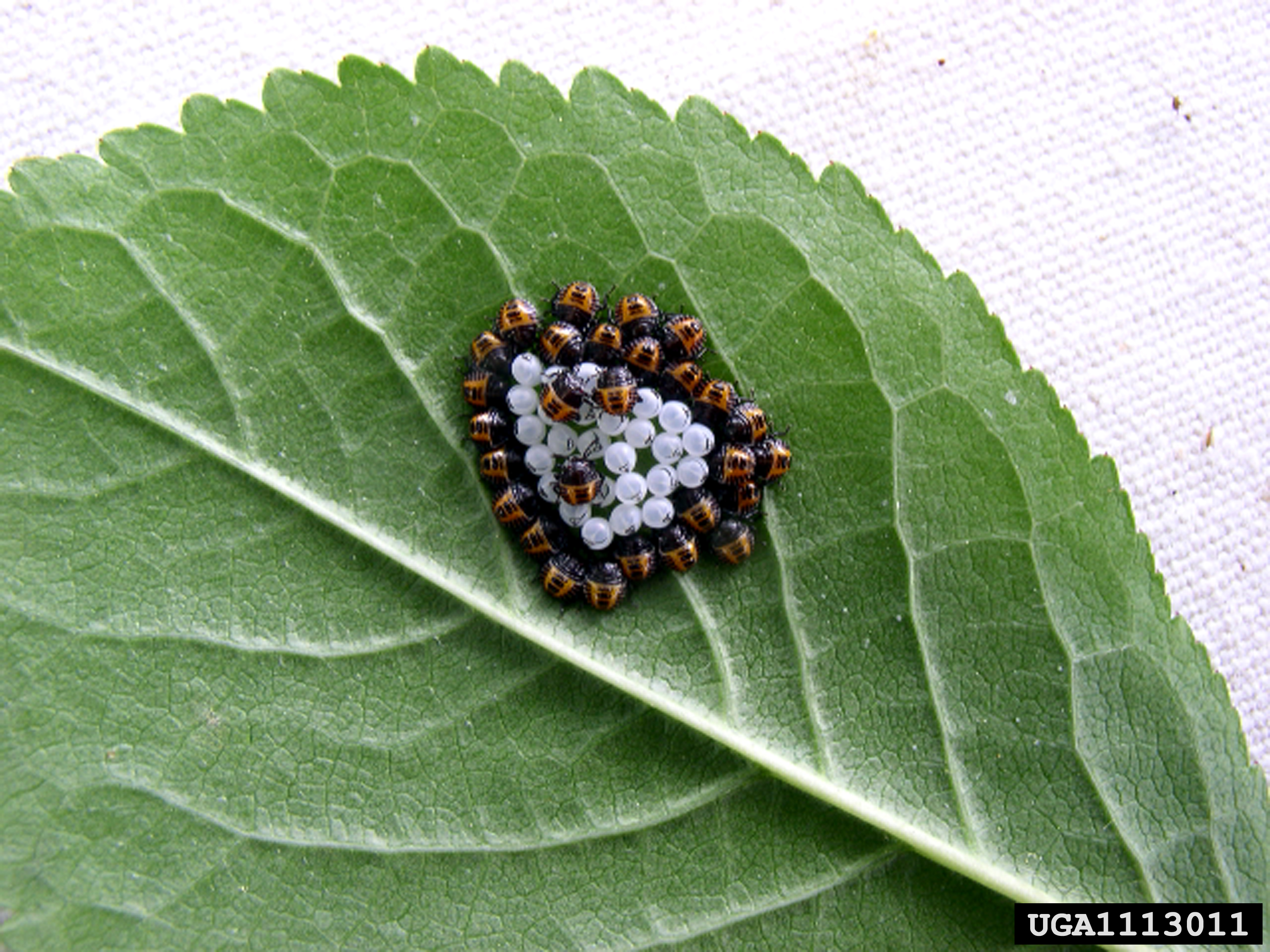
Ous al moment del naixement
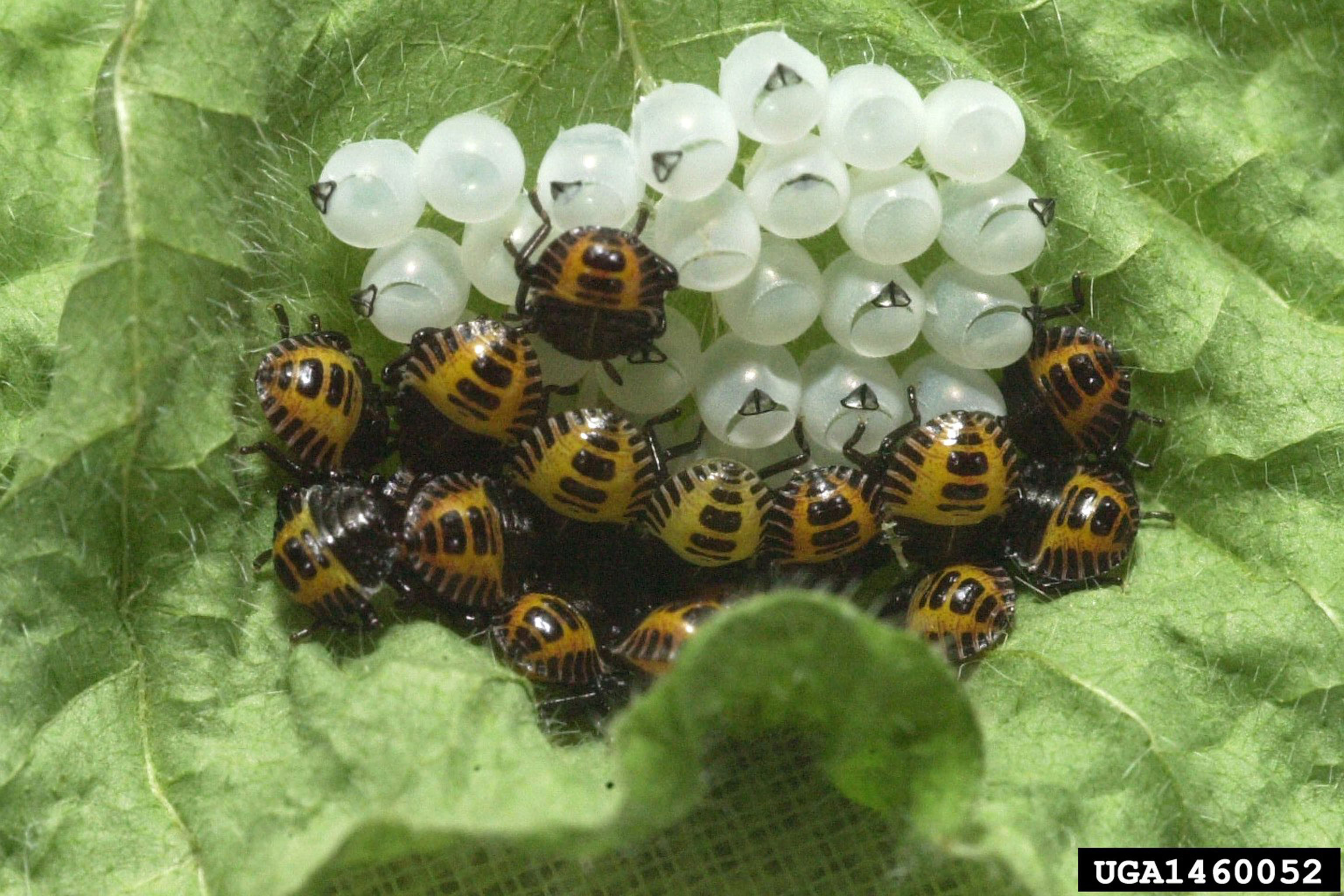
Bernats acabats de néixer
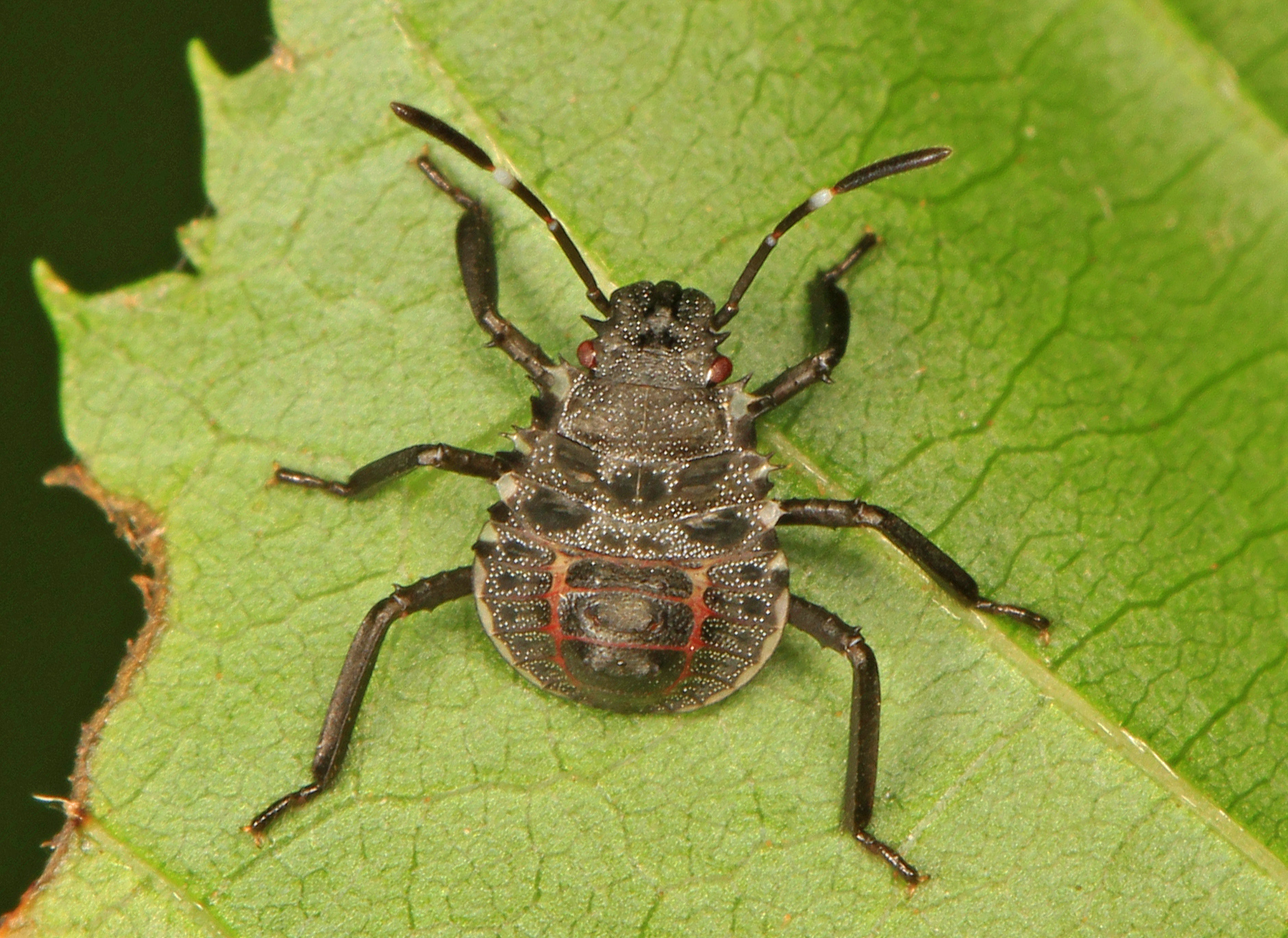
Primera fase de la nimfa
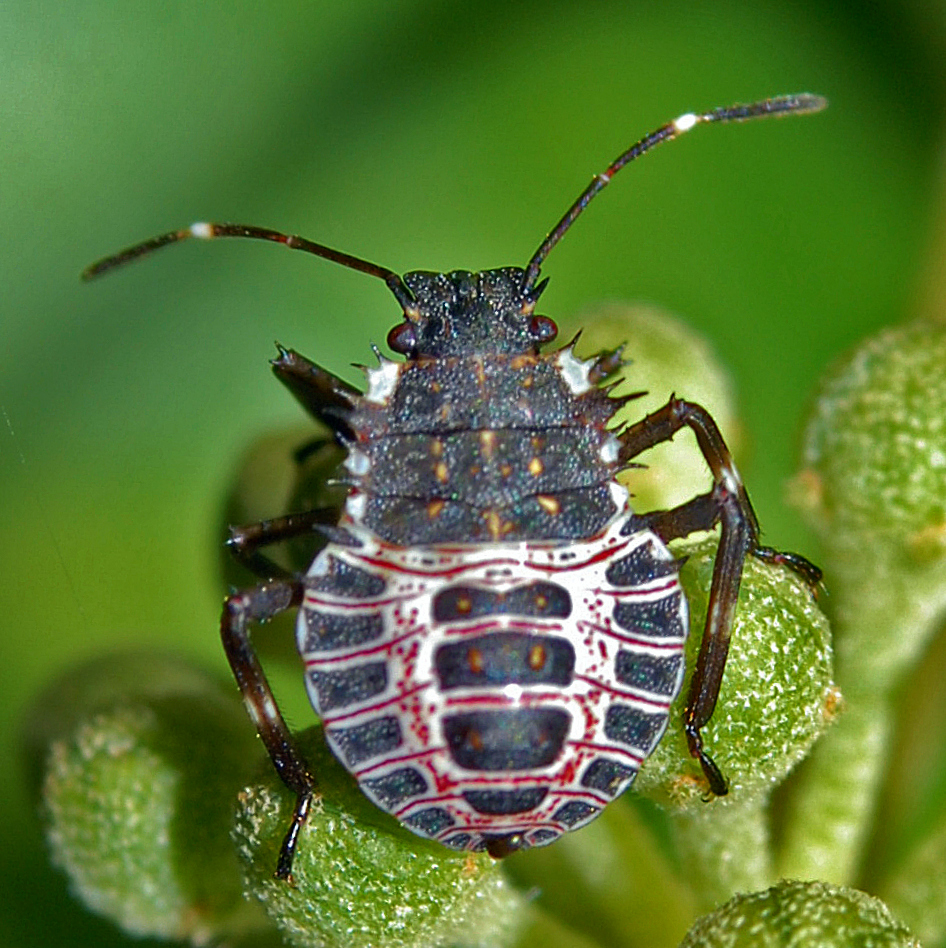
Nimfa
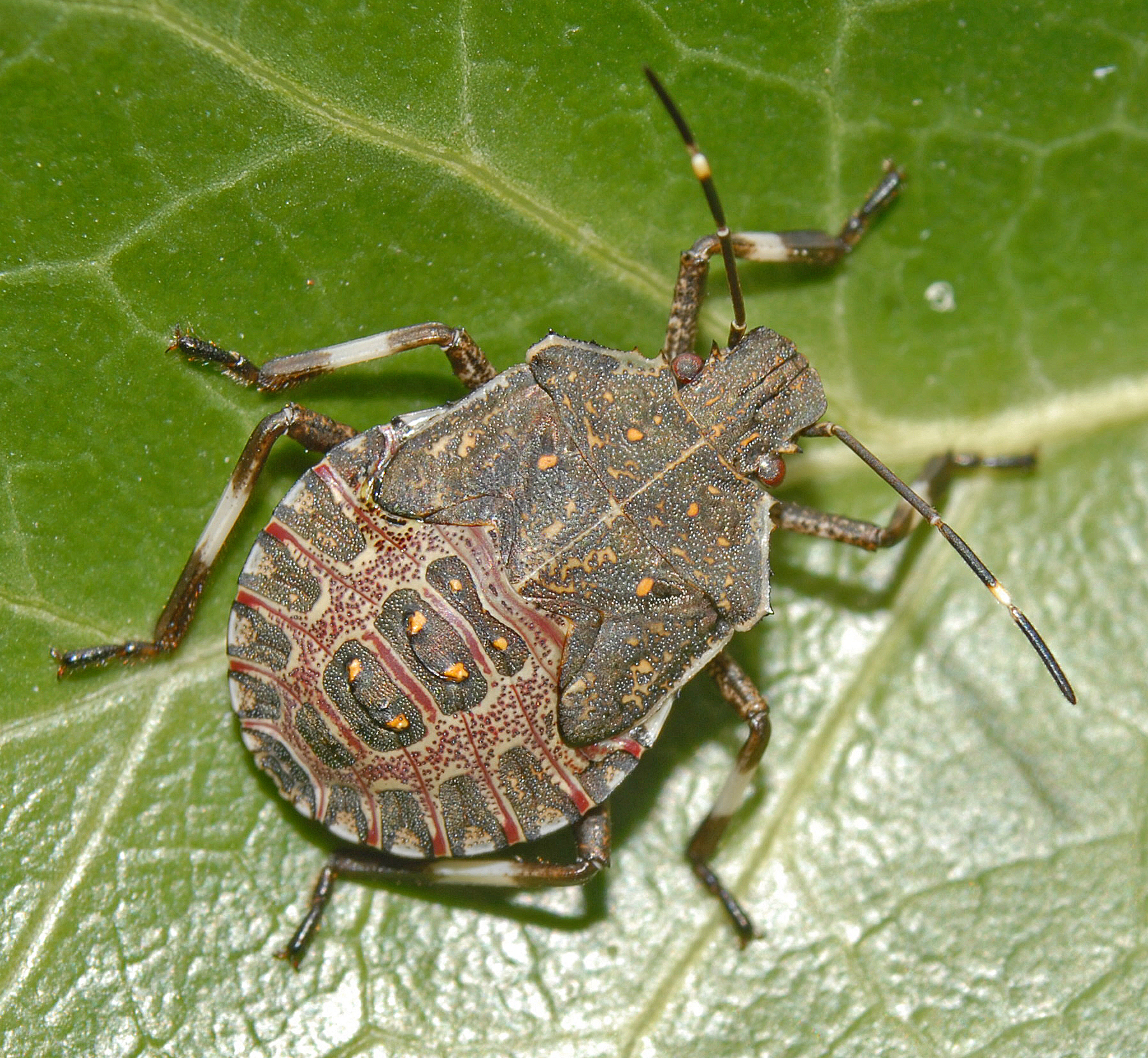
Última fase de la nimfa
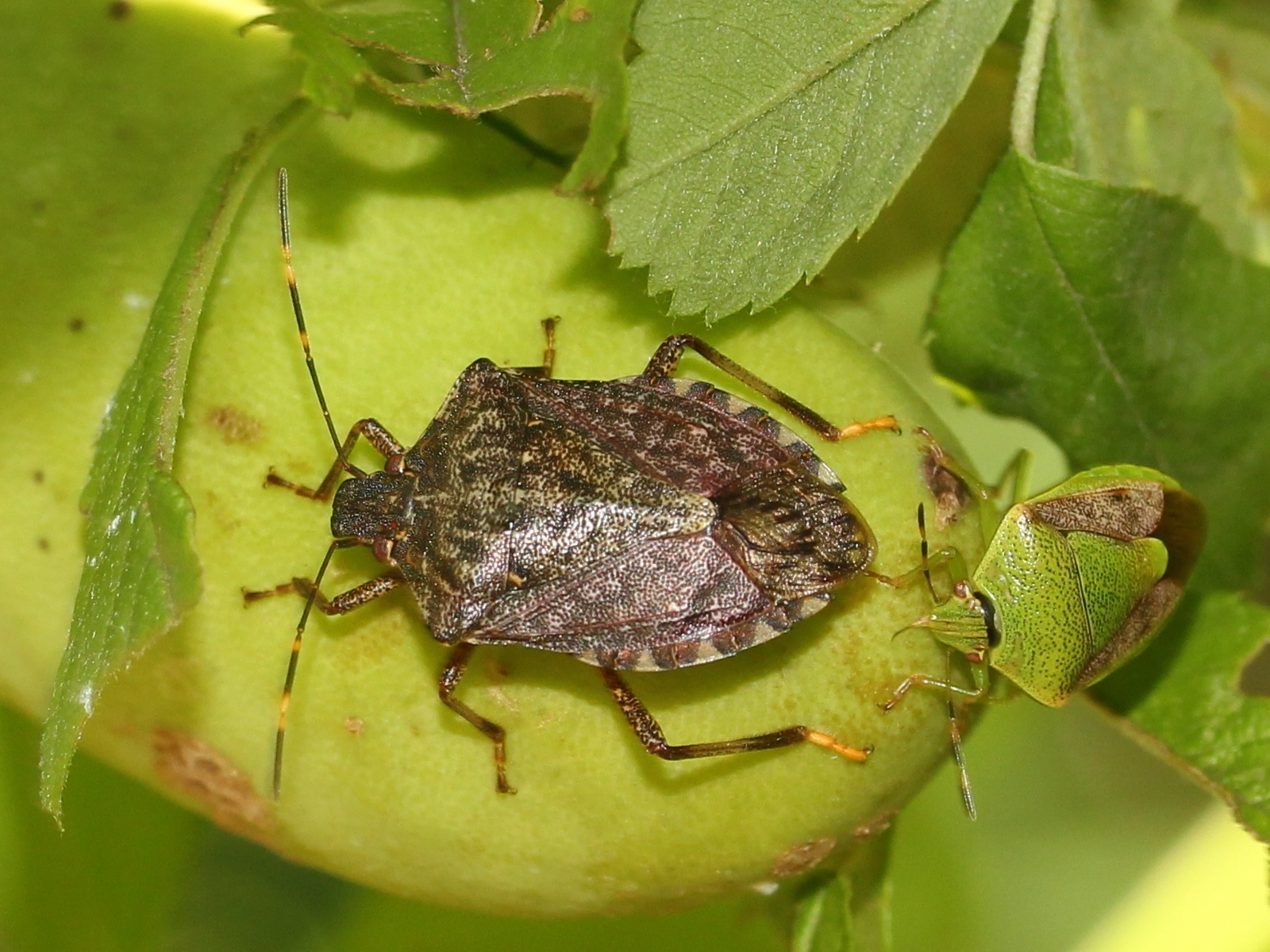
Adult
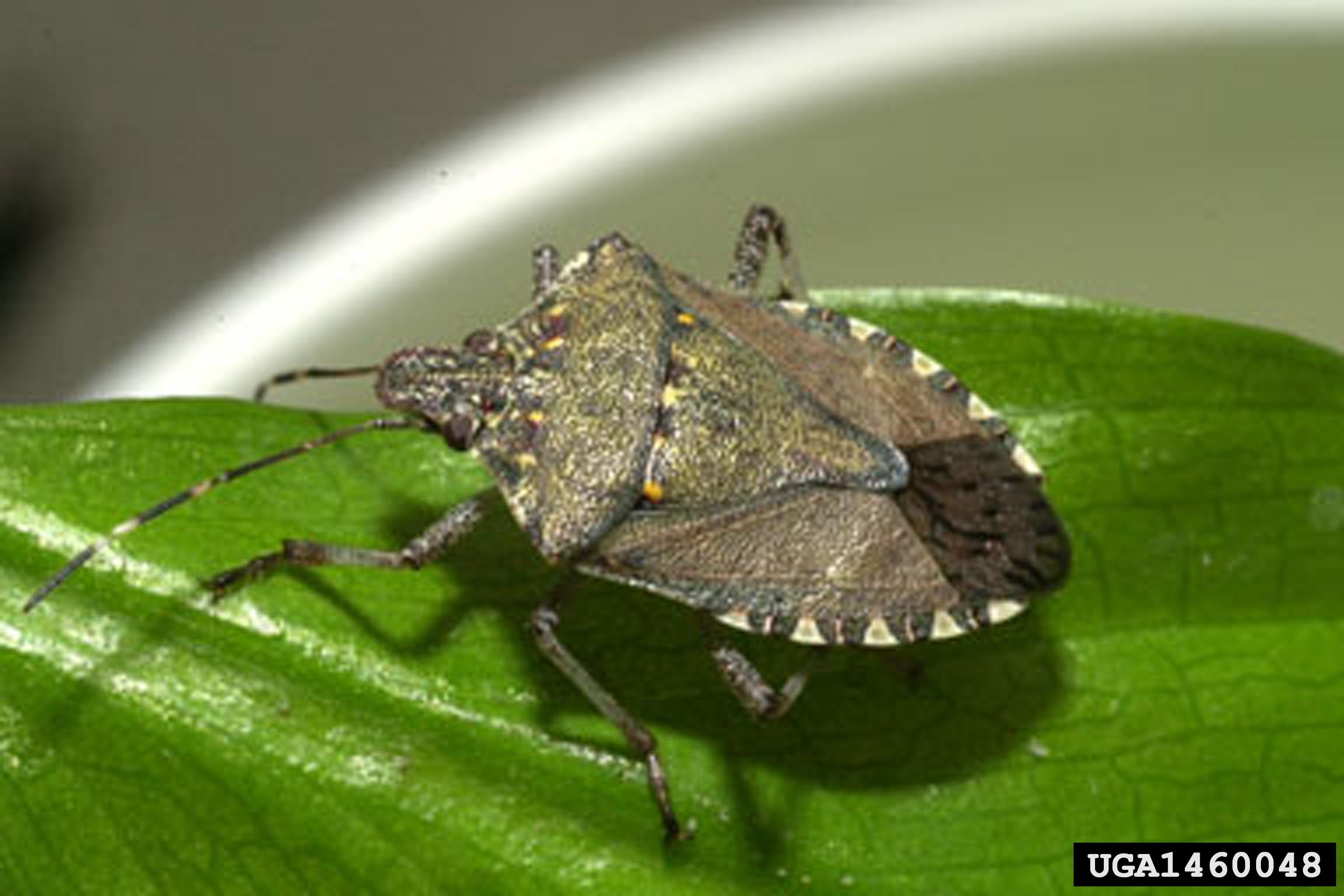
Halyomorpha halys

## Plaga i control
H. halys és un herbívor generalista, capaç de consumir més de cent espècies diferents de plantes hostatgeres i provocar danys econòmics substancials. L'any 2010, per exemple, els danys en l'agricultura de pomes als Estats Units es van xifrar a 37 milions de dòlars. Afecta altres tipus de fruites, hortalisses i espècies ornamentals. Rosega fulles i fruites. Sobretot en facilitar l'entrada a fongs i altres paràsits, deteriora la qualitat i la quantitat de la fruita. Al Vèneto (Itàlia), a certes vinyes va infestar el raïm de tal manera que va caldre destruir tota la collita, atès que no hi havia cap manera d'eliminar-ne la pudor. Als Estats Units, el bernat marbrat va capgirar els programes de control integrat per a múltiples espècies agrícoles. L'ús d’insecticides d'ampli espectre influeixen negativament en poblacions d’artròpodes beneficiosos i augmenten els brots de plagues secundàries. Tot i que té enemics naturals a la Xina, es dubta si n'és convenient la introducció per limitar el risc que esdevinguin un problema nou, al tractar-se d'espècies invasores. Es fan recerques sobre espècies domèstiques que podrien servir per al control biològic. Actualment, a Suïssa, es protegeixen els arbres fruiters a la primavera amb xarxes fines per barrar l'accés a les xinxes quan surten dels amagatalls d'hivern, amb el desavantatge que els pol·linitzadors tampoc no poden accedir-hi.
Actualment, com que encara són força rars a Catalunya, cal abordar-los principalment amb mesures de prevenció de proliferació. Per evitar que entrin a l'habitació, cal instal·lar-hi mosquiteres i tapar-ne forats exteriors amb malla. Pot ajudar capturar periòdicament els insectes: es pot fer mitjançant un aspirador i buidant-ne la bossa en un pot amb aigua i sabó. No s'han d'alliberar els insectes a l'exterior. Els tractaments amb insecticides a casa no són recomanables a causa de la seva inefectivitat. També s'ha assajat el buscar-los als seus refugis hivernals fent servir gossos ensinistrats. En cas d’infestació, s'aconsella informar-ne el servei de sanitat vegetal més proper.